# Donovan Wylie
Pour les articles homonymes, voir Wylie.
Donovan Wylie (né en 1971 à Belfast) est un photographe nord-irlandais.

## Biographie
En 1992, il a coécrit avec Robert McLiam Wilson, Les Dépossédés.
En 1997, il devient membre de l'agence photographique Magnum Photos.
En 2002, il reçoit le prix Vic Odden de la Royal Photographic Society.